# Rukn al-Din Barbak I
Rukn al-Din Barbak I (Rukn al-Din Barbak Shah) fou sultà de Bengala, fill de Nasir al-Din Mahmud I al que va succeir a la seva mort vers 1459, regnant fins a 1474. Va adquirir gran reputació en les lluites contra els sobirans hindús d'Orissa (els Gajapati de Kalinga) i del nord i est de Bengala (el rei Kameshwar de Kamarupa o Assam i el regne de Mithila), i va reconquerir Sylhet i Chittagong als arakanesos. les seves forces armades van estar formades principalment per habshis és a dir esclaus africans, i per mercenaris àrabs. Es diu que molts dels seus èxits militars foren dirigits per un mercenari àrab i combatent de la fe (ghazi) Shah Ismail Ghazi Arabi. Quan van córrer rumors que aquest es proposava erigir-se un regne per a ell mateix aliat a Kamrup (Kamarupa), Barbak el va fer matar. Després de l'expedició a Kamarupa els seus dominis es van estendre fins al riu Karatoya al nord-est; també va arribar fins al fort d'Hajiganj i rodalia a Tirhut el 1468 arribant així al nord fins al riu Buriganga. Va tenir seu a Ghawr i el país va prosperar. Fou un mecenes de la literatura bengalina.